# 三五教
三五教（あなないきょう）は、神道系の新宗教。文部科学大臣所轄包括宗教法人。大本の信者であった中野與之助によって1949年（昭和24年）に創始された。その教義から宇宙教とも称される。現在は静岡県掛川市横須賀字万神堂に本部事務所を置く。三五教は自教団について「日本神道を基本とした教派神道の教団」と明示しており、神道の教派ではあるが、戦後立教された新教派である。

## 概要

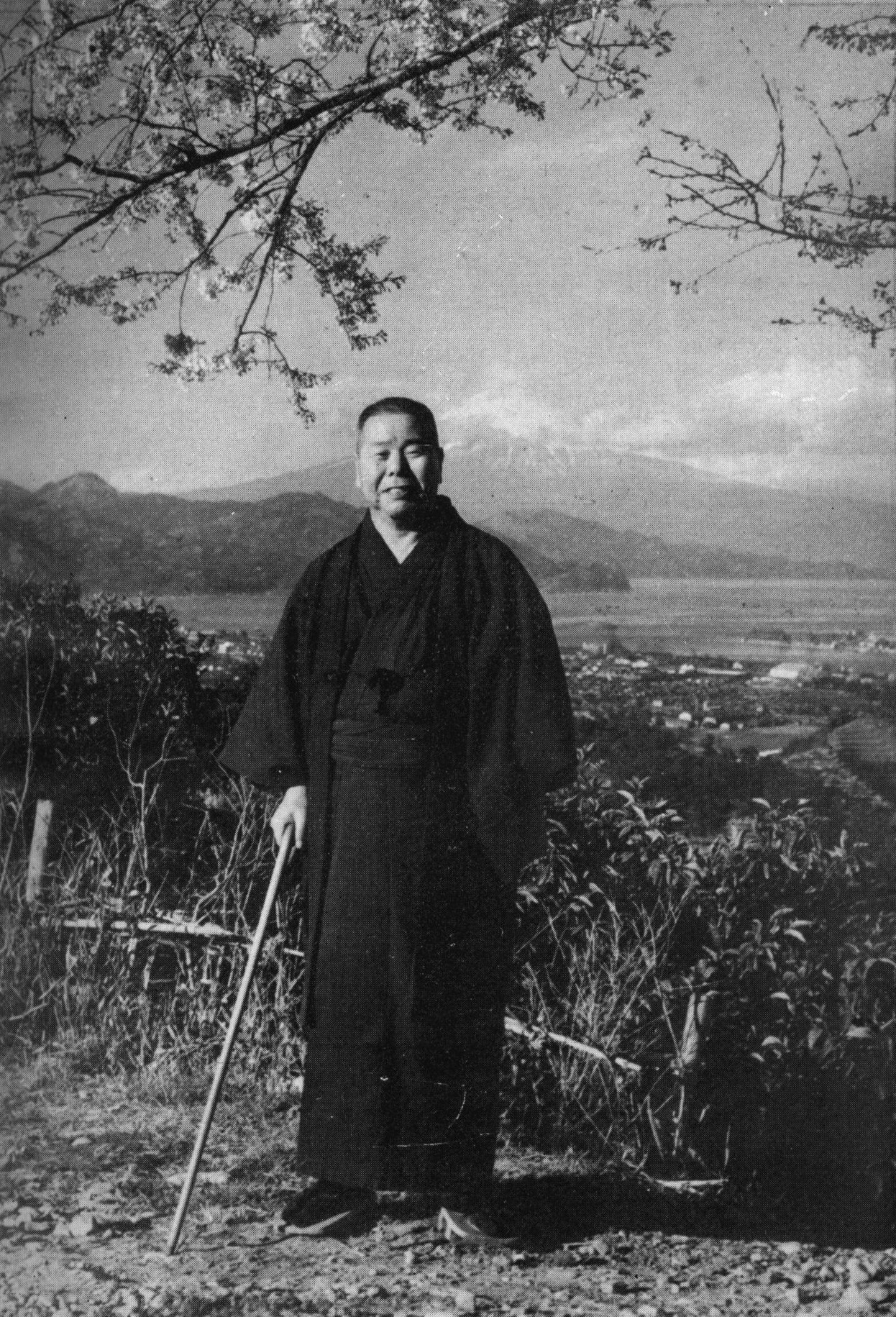
中野與之助

創始者である中野與之助は1887年（明治20年）7月に静岡県焼津市の農家の家に生まれる。與之助は1917年（大正6年）に名古屋に出て木材商を営む傍ら、1921年（大正10年）に大本に入信した。1935年（昭和10年）の第二次大本事件で入獄したのち、友清歓真らとともに御穂神社の長沢雄楯の下で本田親徳の霊学を学んだ。
1949年（昭和24年）、中野は「清水に世界的宗教が生まれる」という啓示を受け、清水市（現静岡市清水区）にて三五教を開教した。1956年には大本教とともに世界宗教者会議を開催した。
1961年（昭和36年）1月28日、財団法人国際文化交友会（現在の公益財団法人国際文化交友会）を設立した。
同年5月、国際文化交友会は第1回「精神文化国際会議」を東京日大講堂にて開催。同年10月、第2回「精神文化国際会議」が開催され、常設機関としての「精神文化国際機構」が発足した。
1965年（昭和40年）、「精神文化国際会議」は「オイスカ・インターナショナル」（現在の公益財団法人オイスカ）に名称変更された。
二代目教主は與之助の養女である中野良子、三代目は中野悦子。
宇宙大御祖を信仰対象とし、「天文即宗教」という教義を持っている。「三」は日月星で天体を表し、「五」は木火土金水で地の活動を表し、あわせて「三五」は天地の教えを表しているという。
宇宙の摂理そのものが教えであり、天・地のもたらす農産物はそれを具現化するものとして重視しており、NGOオイスカを設立して東南アジアなどで農業活動を行っている。現世利益を説かない、という。

## 天文台
天文学者・山本一清の勧めもあり、日本各地に天文台を設立した。

### 国治天文台

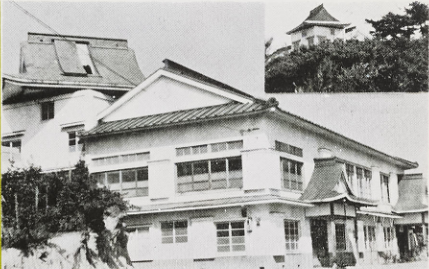
国治天文台（愛知県岡崎市）

1960年（昭和35年）頃（1958年（昭和33年）とする資料もあり）、愛知県岡崎市洞町字新池の標高120メートルの土地に「国治（くにはる）天文台」を建てた。本舎の160ミリ屈折赤道儀式望遠鏡のドームは和風の屋根になっていて、星にあわせてドームを動かすと屋根ごと回った。宿泊施設も併設されていた。またテント場や飯盒炊さんの施設もあった。都市化が進み、夜空が明るくなったことから、2005年（平成17年）頃に閉鎖された。2009年（平成21年）12月初め、建物跡地（約1,500平方メートル）が市に寄付された。

### その他
福岡県筑後市の「西部天文台」（1957年（昭和32年）11月設立。1958年（昭和33年）1月に「九州天文台」に改称。1992年（平成4年）撤去）、徳島県徳島市の「眉山天文台」（1958年（昭和33年）3月設立。1968年（昭和43年）撤去）、福島県二本松市の「奥州天文台」（1958年（昭和33年）4月設立。1991年（平成3年）撤去）、岐阜県多治見市の「濃尾天文台」（1958年（昭和33年）11月設立。1972年（昭和47年）撤去）、岩手県北上市の「東北天文台」（1959年（昭和34年）2月設立。1996年（平成8年）撤去）、熊本県山鹿市の「肥之国天文台」（1960年（昭和35年）設立。1983年（昭和58年）撤去）、長野県岡谷市の「信濃天文台」（1963年（昭和38年）設立。2015年（平成17年）時点で現存するが非公開）などを設立した。
佐藤愛子は二本松での天文台建設を題材として、それをめぐる騒動をコミカルに描いた小説「あなない盛衰記」を著している。

## 祭神
以下の八柱を宇宙大御祖であるとする。
- 国常立大神
- 大国主大神
- 大道彦命
- 木花咲耶姫大神
- 天宇受売大神
- 猿田彦大神
- 天手力男大神
- 玉依姫大神

## 教勢
文化庁『宗教年鑑』令和6年版（63頁）によると信者は6,944人。

## 文書
- 『玉泉』中野與之助 三五教総本部 1953年
- 『霊界で観た宇宙一巻（鎮魂帰神）』 三五教総本部 1965年
- 『霊界で観た宇宙二巻（幽界）』 三五教総本部 1965年